# Frontera entre França i les Salomó
La frontera entre França i les Salomó es completament marítima i es troba a l'oceà Pacífic. Delimita la zona econòmica exclusiva entre Salomó i la col·lectivitat d'ultramar de Nova Caledònia.
Un tractat de 1991 defineix la frontera per 4 punts :
- Punt 23 : 15° 44' 07" 158° 45' 39"
- Punt 24 : 16° 07' 37" 160° 14' 54"
- Punt 25 : 15° 12' 17" 162° 19' 26"
- Punt 26 (a) : 14° 50' 03" 163° 10’